# 黄传贵
黄传贵（1949年—），彝族，中华人民共和国政治人物、第十一届全国政协委员。
加入中国共产党，担任云南省蒙自军分区医疗所主任医师。2008年，当选第十一届全国政协委员，代表医药卫生界，分入第四十六组。